# Polia accessa
Polia accessa är en fjärilsart som beskrevs av Herrich-Schäffer 1856. Polia accessa ingår i släktet Polia och familjen nattflyn. Inga underarter finns listade i Catalogue of Life.